# Omołoj
Omołoj – rzeka w azjatyckiej części Rosji, w Jakucji. Długość 593 km; powierzchnia dorzecza 38 900 km².
Powstaje w Górach Wierchojańskich (w paśmie Sijetindienskij chriebiet), płynie w kierunku północnym w szerokiej dolinie pomiędzy pasmem Sijetindienskij chriebiet, a pasmem Kułar, następnie krętym biegiem przez Nizinę Jańsko-Indygirską; uchodzi estuarium do zatoki Buor-Chaja Morza Łaptiewów. W dolnym biegu liczne niewielkie jeziora, w tym słynne jezioro Chajyr.
Bardzo zasobna w ryby; zasilanie śniegowo-deszczowe; zamarza od października do maja – czerwca.